# 200 meter för herrar i friidrott vid olympiska sommarspelen 1992
200 meter för herrar vid olympiska sommarspelen 1992 i Barcelona avgjordes 3-6 augusti. 

## Medaljörer
| Gren      | Guld                | Guld  | Silver                       | Silver | Brons               | Brons |
| 200 meter | Michael Marsh · USA | 20,01 | Frankie Fredericks · Namibia | 20,13  | Michael Bates · USA | 20,38 |

## Resultat
- Q innebär avancemang utifrån placering i heatet.
- q innebär avancemang utifrån total placering.
- DNS innebär att personen inte startade.
- DNF innebär att personen inte fullföljde.
- DQ innebär diskvalificering.
- NR innebär nationellt rekord.
- OR innebär olympiskt rekord.
- WR innebär världsrekord.
- WJR innebär världsrekord för juniorer
- AR innebär världsdelsrekord (area record)
- PB innebär personligt rekord.
- SB innebär säsongsbästa.
- w innebär medvind > 2,0 m/s

### Final
- Hölls den 6 augusti 1992

| Placering | Final                    | Tid   |
| --------- | ------------------------ | ----- |
|           | Michael Marsh (USA)      | 20,01 |
|           | Frankie Fredericks (NAM) | 20,13 |
|           | Michael Bates (USA)      | 20,38 |
| 4.        | Robson da Silva (BRA)    | 20,45 |
| 5.        | Olapade Adeniken (NGR)   | 20,50 |
| 6.        | John Regis (GBR)         | 20,55 |
| 7.        | Oluyemi Kayode (NGR)     | 20,67 |
| 8.        | Marcus Adam (GBR)        | 20,80 |

### Semifinaler
| Placering | Heat 1                  | Tid   |
| --------- | ----------------------- | ----- |
| 1.        | Michael Marsh (USA)     | 19,73 |
| 2.        | John Regis (GBR)        | 20,09 |
| 3.        | Robson da Silva (BRA)   | 20,15 |
| 4.        | Oluyemi Kayode (NGR)    | 20.23 |
| 5.        | Linford Christie (GBR)  | 20.38 |
| 6.        | Nikolaj Antonov (BUL)   | 20.55 |
| 7.        | Clive Wright (JAM)      | 20.82 |
| 8.        | Torbjörn Eriksson (SWE) | 20.85 |

| Placering | Heat 2                   | Tid   |
| --------- | ------------------------ | ----- |
| 1.        | Frankie Fredericks (NAM) | 20,14 |
| 2.        | Michael Bates (USA)      | 20,39 |
| 3.        | Olapade Adeniken (NGR)   | 20,39 |
| 4.        | Marcus Adam (GBR)        | 20.63 |
| 5.        | Emmanuel Tuffour (GHA)   | 20.78 |
| 6.        | Michael Johnson (USA)    | 20.78 |
| 7.        | Sidney Telles (BRA)      | 20.88 |
| —         | Neil de Silva (TRI)      | DSQ   |

### Kvartsfinaler
| Placering | Heat 1                      | Tid   |
| --------- | --------------------------- | ----- |
| 1.        | Marcus Adam (GBR)           | 20,43 |
| 2.        | Michael Johnson (USA)       | 20,55 |
| 3.        | Neil de Silva (TRI)         | 20,66 |
| 4.        | Atlee Mahorn (CAN)          | 20.78 |
| 5.        | Christoph Pöstinger (AUT)   | 20.83 |
| 6.        | Sergio de Menezes (BRA)     | 21.00 |
| 7.        | Horace Dove-Edwin (SLE)     | 21.80 |
| —         | Eduardo Guilbe Alomar (PUR) | DNS   |

| Placering | Heat 2                      | Tid   |
| --------- | --------------------------- | ----- |
| 1.        | Robson da Silva (BRA)       | 20,35 |
| 2.        | Olapade Adeniken (NGR)      | 20,47 |
| 3.        | Clive Wright (JAM)          | 20,70 |
| 4.        | Edvin Ivanov (EUN)          | 20.78 |
| 5.        | Cameron Taylor (NZL)        | 20.83 |
| 6.        | Samuel Nelson Boateng (GHA) | 21.04 |
| 7.        | Ouattara Lagazane (CIV)     | 21.39 |
| 8.        | Francis Ogola (UGA)         | 21.41 |

| Placering | Heat 3                  | Tid   |
| --------- | ----------------------- | ----- |
| 1.        | Michael Bates (USA)     | 20,22 |
| 2.        | Oluyemi Kayode (NGR)    | 20,22 |
| 3.        | Linford Christie (GBR)  | 20,52 |
| 4.        | Dean Capobianco (AUS)   | 20.61 |
| 5.        | Peter Ogilvie (CAN)     | 20.77 |
| 6.        | Andreas Berger (AUT)    | 21.02 |
| 7.        | Seksarn Boon Rat (THA)  | 21.30 |
| —         | Tshakile Nzimande (RSA) | DNS   |

| Placering | Heat 4                   | Tid   |
| --------- | ------------------------ | ----- |
| 1.        | Michael Marsh (USA)      | 20,08 |
| 2.        | Sidney Telles (BRA)      | 20,69 |
| 3.        | Torbjörn Eriksson (SWE)  | 20,81 |
| 4.        | Kennedy Ondieki (KEN)    | 20.86 |
| 5.        | Gilles Quénéhervé (FRA)  | 20.96 |
| 6.        | Daniel Cojocaru (ROU)    | 20.96 |
| 7.        | Ibrahim Tamba (SEN)      | 21.28 |
| 8.        | Miguel Ángel Gómez (ESP) | 21.32 |

| Placering | Heat 5                    | Tid   |
| --------- | ------------------------- | ----- |
| 1.        | Frankie Fredericks (NAM)  | 20,02 |
| 2.        | John Regis (GBR)          | 20,16 |
| 3.        | Nikolaj Antonov (BUL)     | 20,50 |
| 4.        | Emmanuel Tuffour (GHA)    | 20.58 |
| 5.        | Patrick Stevens (BEL)     | 20.67 |
| 6.        | Henrico Atkins (BAR)      | 21.19 |
| 7.        | Anthony Wilson (CAN)      | 21.22 |
| 8.        | Boevi Youlou Lawson (TOG) | 21.47 |

### Försöksheat
| Placering | Heat 1                   | Tid   |
| --------- | ------------------------ | ----- |
| 1.        | Frankie Fredericks (NAM) | 20,74 |
| 2.        | Andreas Berger (AUT)     | 21,02 |
| 3.        | Edgardo Guilbe (PUR)     | 21,75 |
| 4.        | Wendell Dickerson (ISV)  | 21.78 |
| 5.        | Bothloko Shebe (LES)     | 21.96 |
| 6.        | Apisai Driu Baibai (FIJ) | 22.07 |
| 7.        | Médard Makanga (CGO)     | 22.18 |

| Placering | Heat 2                      | Tid   |
| --------- | --------------------------- | ----- |
| 1.        | Michael Johnson (USA)       | 20,80 |
| 2.        | Patrick Stevens (BEL)       | 20,93 |
| 3.        | Sérgio de Menezes (BRA)     | 21,17 |
| 4.        | Francis Ogola (UGA)         | 21.29 |
| 5.        | Miguel Ángel Gómez (ESP)    | 21.46 |
| 6.        | Samuel Nchinda-Kaya (CMR)   | 21.50 |
| 7.        | Sriyantha Dissanayake (SRI) | 21.39 |

| Placering | Heat 3                  | Tid   |
| --------- | ----------------------- | ----- |
| 1.        | Oluyemi Kayode (NGR)    | 20,42 |
| 2.        | Atlee Mahorn (CAN)      | 21,01 |
| 3.        | Boevi Lawson (TOG)      | 21,05 |
| 4.        | Ouattara Lagazane (CIV) | 21.13 |
| 5.        | Simeon Kepkemboi (KEN)  | 21.57 |
| 6.        | Dejan Jovković (IOP)    | 21.77 |
| 7.        | Amadou Sy Savané (GUI)  | 21.86 |
| 8.        | Jaime Zelaya (HON)      | 22.05 |

| Placering | Heat 4                  | Tid   |
| --------- | ----------------------- | ----- |
| 1.        | Michael Bates (USA)     | 20,91 |
| 2.        | Gilles Quénéhervé (FRA) | 20,99 |
| 3.        | Kennedy Ondiek (KEN)    | 21,04 |
| 4.        | Seaksarn Boonrat (THA)  | 21,39 |
| 5.        | Eswort Coombs (VIN)     | 22.07 |
| 6.        | Bounhom Siliphone (LAO) | 23.64 |

| Placering | Heat 5                          | Tid   |
| --------- | ------------------------------- | ----- |
| 1.        | Daniel Cojocaru (ROM)           | 21,20 |
| 2.        | Linford Christie (GBR)          | 21,23 |
| 3.        | Stefan Burkart (SUI)            | 21,33 |
| 4.        | Abel Tshaka Nzimande (RSA)      | 21.43 |
| 5.        | Mateaki Mafi (TGA)              | 22.05 |
| 6.        | Lamin Marikong (GAM)            | 22.33 |
| 7.        | Randolph Foster (CRC)           | 22.47 |
| 8.        | Abdullah Salem Al-Khalidi (UAE) | 22.48 |

| Placering | Heat 6                      | Tid   |
| --------- | --------------------------- | ----- |
| 1.        | Marcus Adam (GBR)           | 20,62 |
| 2.        | Nikolaj Antonov (BUL)       | 20,94 |
| 3.        | Nelson Boateng (GHA)        | 21,03 |
| 4.        | Henrico Atkins (BAR)        | 21.28 |
| 5.        | Ato Boldon (TRI)            | 21.65 |
| 6.        | Shahanuddin Choudhury (BAN) | 21.88 |
| 7.        | Kaminiel Selot (PNG)        | 22.36 |
| 8.        | Boureima Kimba (NIG)        | 22.49 |

| Placering | Heat 7                  | Tid   |
| --------- | ----------------------- | ----- |
| 1.        | Olapade Adeniken (NGR)  | 20,79 |
| 2.        | Clive Wright (JAM)      | 20,98 |
| 3.        | Edvin Ivanov (EUN)      | 21,10 |
| 4.        | Giannis Zisimidis (CYP) | 21.51 |
| 5.        | Aldo Canti (SMR)        | 21.69 |
| 6.        | Gabriel Simeon (GRN)    | 22.09 |
| 7.        | Kenmore Hughes (ANT)    | 22.18 |

| Placering | Heat 8                        | Tid   |
| --------- | ----------------------------- | ----- |
| 1.        | Dean Capobianco (AUS)         | 20,86 |
| 2.        | Torbjörn Eriksson (SWE)       | 21,08 |
| 3.        | Ibrahima Tamba (SEN)          | 21,25 |
| 4.        | Sayed Mubarak Al-Kuwari (QAT) | 21.87 |
| 5.        | Adam Hassan Sakak (SUD)       | 21.96 |
| 6.        | Robinson Stewart (SWZ)        | 21.97 |
| —         | Jean-Charles Trouabal (FRA)   | DNF   |
| —         | Juan Vicente Matala (GEQ)     | DQ    |

| Placering | Heat 9                     | Tid   |
| --------- | -------------------------- | ----- |
| 1.        | John Regis (GBR)           | 20,63 |
| 2.        | Sidnei de Souza (BRA)      | 20,72 |
| 3.        | Emmanuel Tuffour (GHA)     | 21,07 |
| 4.        | Horace Dove-Edwin (SLE)    | 21.38 |
| 5.        | Khaled Ibrahim Jouma (BRN) | 21.55 |
| 6.        | Harouna Pale (BUR)         | 21.65 |
| 7.        | Boubout Dieng (MTN)        | 22.75 |

| Placering | Heat 10              | Tid   |
| --------- | -------------------- | ----- |
| 1.        | Mike Marsh (USA)     | 20,38 |
| 2.        | Neil De Silva (TRI)  | 20,89 |
| 3.        | Peter Ogilvie (CAN)  | 21,11 |
| 4.        | Ousmane Diarra (MLI) | 21.73 |
| 5.        | Hussain Arif (PAK)   | 21.75 |
| 6.        | Pat Kwok Wai (HKG)   | 22.45 |
| 7.        | Ahmed Shageef (MDV)  | 22.54 |

| Placering | Heat 11                   | Tid   |
| --------- | ------------------------- | ----- |
| 1.        | Robson da Silva (BRA)     | 20,62 |
| 2.        | Cameron Taylor (NZL)      | 20,91 |
| 3.        | Christoph Pöstinger (AUT) | 21,02 |
| 4.        | Anthony Wilson (CAN)      | 21.21 |
| 5.        | Valentin Ngbogo (CAF)     | 21.51 |
| 6.        | Claude Roumain (HAI)      | 22.51 |